# Iglesia de la Encarnación (El Burgo)
La iglesia de la Encarnación, en Yunquera (provincia de Málaga, España), se encuentra situada dentro del antiguo recinto fortificado medieval de época árabe, en el emplazamiento que ocupó anteriormente una mezquita, siendo visible el encastramiento del inmueble en uno de los lienzos de la muralla árabe, cuya geometría llega a deformar las trazas de su planta y su adosamiento a una torre de la primitiva estructura defensiva, permitiendo una magnífica lectura del tejido urbanístico, irregular, abierto a una plaza, evocando la importancia estratégica y defensiva de esta zona.
Por su valor histórico cabe señalar la importancia que cobra el edificio tras el asedio y toma de la ciudad en 1485, reaprovechando el antiguo alminar de la mezquita, afianzándose desde entonces la presencia cristiana en el territorio.

## Descripción
Es de planta rectangular, formada por tres naves, la central más ancha que las laterales, separadas por pilares achaflanados formando arcos apuntados enmarcados por alfiz, que sustentan una bóveda encamonada de sección carpanel con lunetos y arcos fajones cajeados en la nave central, conservándose bajo dicha bóveda la primitiva armadura mudéjar de madera. El testero sobresale al exterior y la torre queda ubicada junto a la cabecera en el lado del Evangelio. Las naves laterales presentan colgadizos de madera, exceptuando los dos primeros tramos de la nave de la Epístola, en la que están dispuestas bóvedas de medio cañón reticuladas, siendo su fábrica de mampostería.
La cabecera y capilla mayor son de planta cuadrada cubierta por bóveda de terceletes y ligaduras. Se ha recuperado la policromía del retablo, destacando los recercados de yeso con cromatismos dorados y marronáceos, cuya composición está presidida por una hornacina con remate de venera donde se encuentra la imagen de Nuestra Señora de la Encarnación, rodeada de molduras que simulan el marco de un cuadro, que a su vez es adornado en los dos laterales con motivos vegetales y rematado por un entablamento de tipo clasicista que soporta un frontón curvo partido por volutas, que alberga en el centro un escudo con el anagrama mariano coronado. En la parte inferior se encuentra la figura de un crucificado, flanqueado en ambos lados por dos hornacinas rematadas con veneras, situándose en el lado izquierdo la imagen de San José con el Niño y en el derecho la imagen de San Francisco. En los lados se disponen dos zócalos de cerámica vidriada de trazado geométrico en diferentes colores, recogido por una cenefa vegetal.
En el primer tramo de la nave del Evangelio se sitúa la capilla de la Virgen del Carmen y en el tercer tramo de la misma nave se ubica la capilla de la Virgen de los Dolores.
En el quinto tramo de la nave del Evangelio se encuentra el baptisterio, lugar en el que se ubica la pila bautismal, realizada en mármol y compuesta de un pie de base cilíndrica alternando con cuerpo esférico y troncocónico, fechada a mediados del siglo XIX.
La sacristía, en el lado de la Epístola junto a la capilla mayor, está compuesta de dos habitaciones comunicadas por un hueco abocinado, que perfora el grueso muro correspondiente a la antigua muralla. Desde el segundo recinto se accede a una pequeña terraza situada a los pies de un antiguo torreón.
En el cuarto tramo de la nave de la Epístola se adosa la capilla de san Agustín, realizada en la primera mitad del siglo XVII, tratándose de un altar hornacina de colores vivos y recercados por una moldura en color rojo, azul y dorado, que vuelve a repetirse en el arco del nicho donde se disponen cabezas de querubines que siguen la forma de la rosca alternando con placas circulares, y en ambos lados se sitúan tondos vacíos en su interior, enclavándose en la parte central la figura de san Agustín de Hipona, patrón del municipio de El Burgo, levantando la mano derecha en actitud de bendecir y portando en la izquierda un báculo y libro.
En el tercer tramo de la Epístola se encuentra el altar de la Virgen de la Encarnación, fechado en el primer tercio del siglo XVII, formado por una hornacina a modo de retablo, compuesto por dos pilastras cajeadas en los extremos que montan sobre basamento, friso muy ornamentado con decoración de hojarasca que cae hacia ambos lados y en el tímpano aparecen representados diferentes tipos de frutos, quedando rematada la composición por un frontón curvo y partido, en cuyo centro se encuentra el anagrama de Cristo, y en cuyos extremos destacan dos pirámides rematadas por dos pequeñas bolas. Su interior se divide en dos paneles de estuco gris y el nicho se cubre con una venera con moldura en el centro. Contigua a dicha capilla, en el segundo tramo de la Epístola, se halla el retablo que contiene la imagen de María Auxiliadora, fechado en la primera mitad del siglo XVII, y que se eleva a media altura sobre basamento que soporta cuatro columnas adosadas de fuste estriado y rematadas por capiteles corintios, quedando enmarcada la hornacina y terminado en arco rebajado con un doble juego de cornisas curvas que emergen de los capiteles, formando la última de ellas parte de un frontón curvo partido con volutas que centran un motivo de hojarasca.
A los pies se sitúa el coro, realizado en el siglo XVIII, en el que aparecen dos arcos rebajados que descansan en el centro de un pilar común con desarrollo hacia las naves laterales.
Entre los bienes que posee el templo se encuentran tres Sagrarios del siglo XVIII, un manifestador de la misma época y varias imágenes que gozan de gran devoción entre los feligreses.
Exteriormente en el lado del Evangelio hay una portada lateral, construida en 1773, con arco de medio punto entre pilastras sencillas que sostienen un amplio entablamento y un frontón curvo en el centro con decoración interior de carácter vegetal y resaltes rematados por piñas en ambos lados.
En el lado de la Epístola hay un acceso mediante arco de medio punto abocinado, que actualmente ha quedado cegado.
El acceso principal a la iglesia se encuentra a los pies, correspondiendo con la portada de estilo gótico-mudéjar originaria, precedida de un atrio. Su fachada se compone de arco apuntado y abocinado, enmarcado por un alfiz, realizado en piedra, presentando a sendos lados dos óculos y sobre la portada se ubica una ventana alargada de arco rebajado.
La torre es un antiguo alminar reformado, del que se conserva sólo la parte inferior. Es de planta rectangular y dos cuerpos, abriéndose en los lados más anchos parejas de arcos de medio punto peraltado enmarcado por alfiz con resalte, rematado con tejadillo a cuatro aguas.